# Grain
『grain』（グレイン）は、ナイトdeライトの通算16枚目のシングル。2020年1月に始まった、12カ月連続CDリリース企画の10枚目。2020年10月25日に発売。

## 概要
ナイトdeライトの15thシングル。
『intimacy』に続き、2020年の企画「12カ月連続CDリリース」の第10弾。
「12カ月連続CDリリース」でリリースされた各CDタイトルの頭文字を繋げると「Night de Light」となる仕掛けが施されている。

## 収録曲

### リスト
| #         | タイトル     | 作詞     | 作曲・編曲 | 時間 |
| --------- | ------------ | -------- | ---------- | ---- |
| 1.        | 「翼」       | 田中満矢 | 田中満矢   | 4:46 |
| 2.        | 「残り花」   | 平野翔一 | 平野翔一   | 4:39 |
| 3.        | 「羊と山羊」 | 長沢紘宣 | 長沢紘宣   | 3:27 |
| 合計時間: | 合計時間:    | 12:52    |            |      |

### 収録曲について
1. 翼
作詞/作曲:田中満矢
2. 残り花
作詞/作曲:平野翔一
花が散っても香りを放ち続ける、キンモクセイをテーマに書かれた曲。
3. 羊と山羊
作詞/作曲:長沢紘宣
短調でギターの目立つ曲となっている。